# 泉州公交704路
泉州公交704路是中国泉州市境内的一条公共交通线路，全程19.1公里。起讫点为福厦高铁泉州东站至山内村委会，运营时间为福厦高铁泉州东站：6:30-17:30；山内村委会：7:30-18:30

## 历史
- 2017年6月，泉州台商投资区规划建设与交通运输局批复泉州台商投资区公共交通发展有限公司（公交集团所属子公司）关于开通704路的申请。[1]
- 2017年7月28日，泉州公交发布关于开通704路的公告。[2]
- 2017年8月1日，泉州公交开通704路。初期运营区间为台商公交中心枢纽站-莲新村，初期运营时间为台商公交中心枢纽站6:30-17:20、莲新村7:20-18:10。初期使用车辆为K508路退下的4部大金龙XMQ6762NEG3型柴油空调公交车。[3]
- 2018年1月19日，704路接手并更换自K508路退下的4部恒通CKZ6851HNA5型LNG空调公交车，原有4部XMQ6762NEG3退役。
- 2019年3月，704路全线更换为自K508路退下的4部中车时代TEG6851BEV09型空调电动巴士，原配车辆互换至K508路
- 2019年7月4日，因台商公交中心枢纽站地块征收需要，704路由台商公交中心枢纽站调整至群青村始发终到。运营时间及配车数不变。[4]
- 2020年1月26日，为配合惠安县交通局及台投区规划建设与交通局关于新型冠状病毒肺炎防控要求。704路自当日14:00起暂停运行至2月17日。[5][6]
- 2020年2月18日，704路恢复运营
- 2020年7月8日，704路增加1部自701路划拨而来的1部TEG6851BEV09，704路配车数增至5部
- 2020年9月1日，因后边村增设限高杆，704路无法通行。自该日起704路取消途径张坂邮电局、张坂街南段、后边村、苍霞村。改为途径兴业街、上塘村、锦溪小学至门头村后原线行驶，其它不变。[7]
- 2021年2月1日，704路全线更换为4部福田BJ6650EVCA-8型空调电动巴士，原配5部TEG6851BEV09闲置，配车数降为4部。[8]
- 2021年5月1日，因台投交警大队迁至新址，704路自该日起取消途径杏秀路、台投区管委会，改为途径X307、杏惠路至滨湖南路仑前村站后原线行驶。运营时间、票价不变[9]
- 2021年9月13日，应台商投资区疫情应急指挥部要求。自当日16:20起，704路暂停运营至9月30日。[10]
- 2021年10月1日，704路恢复运营。
- 2022年3月16日，因疫情防控要求暂停中心市区范围内所有公交线路运营。704路自当日首班起再次暂停运营至4月18日。[11]
- 2022年4月19日，704路再次恢复运营。[12]
- 2022年6月15日，因优化调整。704路自该日起运营区间调整为下宫村-山内村委会。取消途径台投交警大队、X307、杏惠路、滨湖南路。并改为途径Y194延伸至山内村委始发终到。运营时间、票价不变。[13]
- 2023年9月27日，因707路恢复开行需要，台投公司抽调704路2部BJ6650EVCA-8加入707路运营。704路配车数降为3部。
- 2024年12月1日，704路自该日起更换为3部金旅XML6606JEVA0C1型空调电动巴士，原配3部BJ6650EVCA-8退至705路、708路使用。[14]
- 2025年6月1日，因优化调整，704路自该日起取消途径下宫村首末站。改为途径玉安街、东张公路、东园街、杏秀路、凤仑街、海山大道、站前路至福厦高铁泉州东站始发终到。运营时间调整为福厦高铁泉州东站6:30-17:30、山内村委会7:30-18:30。里程数由9.8公里增加至19.1公里，其它不变。[15]

## 站点
| 路线 | 路线 | 路线 | 所在地区、街道 | 所在地区、街道     | 站点名           | 备注          |
| ---- | ---- | ---- | -------------- | ------------------ | ---------------- | ------------- |
|      |      |      | 台投区         | 凤仑街 原 东纬一路 | 福厦高铁泉州东站 | 起讫站        |
|      |      |      | 台投区         | 凤仑街 原 东纬一路 | 东纬一路中段     |               |
|      |      |      | 台投区         | 凤仑街 原 东纬一路 | 玉坂村口         |               |
|      |      |      | 台投区         | 东园街             | 惠南华侨医院     |               |
|      |      |      | 台投区         | 东园街             | 东园镇政府       |               |
|      |      |      | 台投区         | 东园街             | 东园村           |               |
|      |      |      | 台投区         | 东张公路           | 灵溪村           |               |
|      |      |      | 台投区         | 东张公路           | 泉州十六中       | 原名 惠南中学 |
|      |      |      | 台投区         | 东张公路           | 仑山村           |               |
|      |      |      | 台投区         | 东张公路           | 东园供电所       |               |
|      |      |      | 台投区         | 东张公路           | 塘南村           |               |
|      |      |      | 台投区         | 东张公路           | 群力村           |               |
|      |      |      | 台投区         | 东张公路           | 玉塘村           |               |
|      |      |      | 台投区         | 东张公路           | 杏坑村           |               |
|      |      |      | 台投区         | 玉安街             | 张坂加油站       |               |
|      |      |      | 台投区         | 玉安街             | 张坂农贸市场     |               |
|      |      |      | 台投区         | 兴业街             | 下宫村口         |               |
|      |      |      | 台投区         | 兴业街             | 兴业街           |               |
|      |      |      | 台投区         | 兴业街             | 上塘村           |               |
|      |      |      | 台投区         | 兴业街             | 锦溪小学         |               |
|      |      |      | 台投区         | 门头街             | 门头村           |               |
|      |      |      | 台投区         | 上仑街             | 上仑街           |               |
|      |      |      | 台投区         | 上仑街             | 滨山中学         |               |
|      |      |      | 台投区         | 上仑街             | 苏坑村委会       |               |
|      |      |      | 台投区         | 上仑街             | 苏坑村           | 福德宫        |
|      |      |      | 台投区         | 上仑街             | 山内村口         |               |
|      |      |      | 台投区         | 上仑街             | 莲新村委会       |               |
|      |      |      | 台投区         | 上仑街             | 莲新村           |               |
|      |      |      | 台投区         | Y194               | 下山内           |               |
|      |      |      | 台投区         | Y194               | 山内村委会       | 起讫站        |

## 票价
704路计价方式为一票制，票价¥2.0。
- 泉通卡普通卡9折，月票卡乘坐刷1次。敬老卡、爱心卡有效
- 可使用泉城通APP及支付宝、云闪付、微信乘车码支付

## 配车
704路配车数总计3部，其中：
- 金旅XML6606JEVA0C1  3部

- 大金龙XMQ6762NEG3
（2017.8 - 2018.1）
- 恒通CKZ6851HNA5
（2018.1 - 2019.3）
- 中车时代TEG6851BEV09
（2019.3 - 2021.1）
- 福田BJ6650EVCA-8
（2021.2 - 2024.11）
- 金旅XML6606JEVA0C1
（2024.12 - ）

## 相关
- 泉州公交线路列表